# Filme des Ministeriums für Staatssicherheit
Die Filme des Ministeriums für Staatssicherheit sind  Eigen- und Auftragsproduktionen der Abteilung Agitation des Ministeriums für Staatssicherheit, die im „Filmstudio Agitation“ produziert wurden.
Sie dienten der Überwachung mit fest installierter und mobiler Kameratechnik (Einsatz der Videotechnik für die kriminalistische Arbeit), der Dokumentation von Ermittlungen, Festnahmen, Vernehmungen und Prozessen, der Rekonstruktion von Havarien und Unfällen, der Schulung zur Abwehr von Spionage, der Traditions- und Öffentlichkeitsarbeit (Agitation) und schließlich der Aufzeichnung von Fernsehbeiträgen vor allem zu politischen Themen in der DDR, in der Bundesrepublik Deutschland und zu Ereignissen von weltpolitischem Interesse, beispielsweise dem Agentenaustausch auf der Glienicker Brücke.

## Hintergründe
Das Ministerium für Staatssicherheit stellte seit den 1950er Jahren Filme her, zunächst vor allem Dokumentationen über die eigenen Tätigkeiten und Erfolge. Diese entstanden meist im eigenen Filmstudio Agitation.
In den 1970er und besonders in den 1980er Jahren nahm deren Umfang deutlich zu.
Schwerpunkte wurden nun Dokumentationen von Vernehmungen und Prozessen gegen Beschuldigte und von internen Veranstaltungen sowie Schulungsfilme, in denen bestimmte Themenbereiche erläutert wurden, wie zum Beispiel die Verhinderung von illegalen Schleusungen von DDR-Bürgern in den Westen in Fahrzeugen.
Außerdem wurden zunehmend Beobachtungsvideos von verdächtigen Personen erstellt.
1985 wurde die Filmproduktion umorganisiert und in die Zentrale Auswertungs- und Informationsgruppe (ZAIG) eingegliedert.
Die meisten Filme waren amateurhaft hergestellt und wirken für den heutigen Zuschauer langatmig und wenig informativ. Sie sollten aber neben den visuellen Lernprozessen bei den Mitarbeitern auch emotionale Bindungen und eine stärkere Motivation für ihre Tätigkeiten herstellen.

## Bestand
1990 wurde der Bestand von über 2.000 erhaltenen Filmen von der Stasi-Unterlagenbehörde (BStU) übernommen und archiviert. Arbeitskopien sind dort einsehbar, die Originale befinden sich im Filmarchiv des Bundesarchivs.
Einige Filme wurden online in der Stasi-Mediathek oder in anderen Plattformen zugänglich gemacht.
Einzelne Filme wurden auch vollständig oder in Ausschnitten öffentlich gezeigt, so 2009 beim Interfilm-Kurzfilmfestival und bei der Filmreihe Kino der Geheimdienste im Berliner Zeughauskino.

## Filme (Auswahl)
- 1968 Kühler Kopf, heißes Herz, saubere Hände
- 1985 Revisor – ungesetzliche Verbindungsaufnahme über die Ermittlungen gegen einen DDR-Bürger, der Kontakte zu westdeutschen Einrichtungen in der DDR suchte
- 1985 Grenzpassage über Kontrollen an der innerdeutschen Grenze
- 1986 „Begrüßung“ – Agentenaustausch auf der Glienicker Brücke am 11. Februar 1986[7]

- 1988 Der verfassungsfeindliche Verfassungsschutz, über den westdeutschen Geheimdienst
- 1988 Wer ist wer? über die Überwachung der Inoffiziellen Mitarbeiter